# 칸 아카데미

로고

칸 아카데미(Khan Academy)는 2006년 살만 칸이 만든 비영리 교육 서비스이다. 초·중·고교 수준의 수학, 화학, 물리학부터 컴퓨터공학, 금융, 역사, 예술까지 4000여개의 동영상 강의를 제공하고 있으며, 미국 내 2만여개 학급에서 교육 자료로 쓰이고 있다. 2012년 방문자는 4300만여 명으로, 65%가 미국, 나머지 35%는 전 세계 120여개국에서 왔다. 빌앤멜린다게이츠재단, 자선사업가 앤 도어, 리드 헤이스팅스 넷플릭스 최고경영자, 멕시코 통신갑부 카를로스 슬림, 맥콜맥베인재단, 발할라재단, 오설리반재단 등의 기부금으로 운영된다.

## 역사
2004년 살만 칸이 조카에게 수학을 가르쳐주기 위해 유튜브에 동영상을 올린 것이 시초가 됐다. 강의가 인기를 얻게 되자 2009년 헤지펀드회사를 그만두고 칸 아카데미에 전념했다.